# 김문기
김문기(金文基, 1399년 ~ 1456년)는 삼중신의 한 사람으로, 초명은 효기(孝基), 자는 여공(汝恭), 호는 백촌(白村) 혹은 마암(馬巖)이다. 김녕 김씨(金寧 金氏) 충의공파(忠毅公派)의 파조(派祖)이다. 충청북도 옥천 출신으로 조선의 문신이며, 단종의 충신 중 한명이다. 가묘가 서울시 동작구 노량진 사육신공원에 설치되어 있다.

## 생애
김문기는 1399년(정종 초년) 충청북도 옥천에서 출생으로, 처음 이름은 효기(孝起)이었는데, 장인의 이름이 효정(孝貞)이어서 문기(文基)로 고쳤다. 아버지는 영의정에 추증된 김관(金觀)이고, 아들은 김현석(金玄錫)으로 영월군수에 재직 중 그와 함께 순절하였다.
1426년 문과에 급제하였으나 부친상을 당하여 3년상을 치르는 동안 관직에 임명되지 않았다. 이후 예문관 검열 · 사간원 좌헌납을 거쳐 함길도 도진무(都鎭撫)에 임명되었다가, 내직으로 들어와 겸지형조사(兼知刑曹事) · 병조 참의 · 형조 참판 등을 지냈다. 
1455년 세조가 왕위를 찬탈하자 공조판서겸삼군도진무로 있으면서 은밀히 단종 복위운동을 추진하였다. 그러나 도중에 김질,정창손의 밀고로 계획이 발각되자 김문기를 비롯하여 성삼문 · 박팽년 · 하위지 · 이개 · 유응부 등은 체포되었으며, 유성원는 자결하였다.

## 상훈과 제향
1731년(영조 7) 김문기의 후손 김정구의 청으로 복관 되었고, 1778년(정조 2)에는 충의(忠毅)라는 시호가 내려졌다. 1791년(정조 15) 어정배식록(御定配食錄)을 정할 때 삼중신(三重臣)에 포함되었다. 김천의 섬계서원과 사육신공원의 의절사 등에 제향되었다.
또한 경기도 안산시 단원구 화정동 오정각길 35에 건립된 오정각(五旌閣, 경기도 문화재자료 제7호)에는 충신, 효자, 열녀 등을 기리기 위해 표창하여 동네에 정문을 세웠는데 김문기와 아들 김현석의 충신 정려각, 김충주(김문기의 손자) · 김경남(김문기의 증손) · 김약전(김문기의 현손)의 효자 정려각 등 5대에 걸친 충효 정려각이 있다.

## 가족 관계
- 아버지 : 김관(金觀)
  - 부인 : 선산 김씨 장릉등록, 조선왕조실록 세조편 "난신의 부녀자를 공신들에게 나누어 주어라."에 기록이 전함
    - 아들 : 김현석(金玄錫)
    - 며느리 : 권영금(權英今)  장릉등록, 조선왕조실록 세조편 "난신의 부녀자를 공신들에게 나누어 주어라."에 기록이 전함
    - 아들 : 김인석(金仁錫)
    - 아들 : 김원석(金元錫)
    - 아들 : 김의석(金義錫)
    - 아들 : 김정석(金正錫)
    - 아들 : 김현동(金玄仝)
    - 고명딸 : 김종산(金終山)  족보 기록에는 존재 하지 않으나 "金 文 起 女 終 山"으로 장릉등록, 조선왕조실록 세조편 "난신의 부녀자들을 공신들에게 나누어 주어라."에 기록이 전함.
    - 사위 : 성주 이씨 이번(李蕃)
    - 사위 : 박장윤(朴長胤)
    - 사위 : 남평 문씨 문절(文節)
    - 사위 : 하양 허씨 허연령(許延齡)

```
   단종사화 이후 부녀자와 나이어린 자손들은 노비로 보내진뒤 실종 되어 족보에 기록이 전하지 않아 묘의 위치를 알 수가 없었으나 족보 기록에 있는 김녕김씨 충의공파 12세손 "김명지"의 실전된 묘를 충북 옥천군 양산면 죽산리 오정 저수지 옆의 산에서 묘를 찾았고 묘가 위치한 산에서 총 15기 정도의 묘를 발견 하였고 인근산에서 족보 기록에 있는 김문기의 동생인 김정기의 묘로 추정되는 곳을 함께 발견 하고 "옥천문화 2021"에 "옥천 죽항촌 후곡 지명고증 연구" 라는 글에 위치 기록을 남김.
```

## 저서
- 《백촌유사》 (白村遺事, 단종 복위운동에 참여했다가 죽음을 당한 김문기의 유사를 모아 편찬한 책)
- 《백촌선생문집》 (白村先生文集, 김문기의 시문집으로 1928년에 후손 김연석(金淵錫) 등이 간행)

## 같이 보기
- 사육신
- 삼중신
- 세조
- 오정각
- 태충각